# LEGO Legends of Chima: Viaggio di Laval
LEGO Legends of Chima: Viaggio di Laval è un videogioco action-adventure in stile sandbox, sviluppato da TT Games, pubblicato su Nintendo 3DS e PlayStation Vita il 25 giugno 2013. Il gioco è stato pubblicato anche sul Nintendo DS il 31 agosto 2013.

## Modalità di gioco
Come gli altri giochi Lego, il gameplay è basato sulla presenza di una moltitudine di personaggi, i quali possiedono ognuno specifiche abilità uniche per aiutarli a progredire attraverso i livelli in diversi modi. Mentre il gioco inizia con il giocatore che controlla Laval come personaggio principale, più personaggi diventano giocabili mentre si progredisce nel gioco. Ci sono più di 60 personaggi giocabili in LEGO Legends of Chima: Viaggio di Laval con quindici livelli attraverso cui combattere. Il giocatore sarà in grado di utilizzare qualsiasi tribù di Chima, come i leoni, le aquile, i gorilla, i rinoceronti, i coccodrilli, gli orsi, i corvi e i nomadi come Skinnet.

## Storia
La storia inizia al torneo cavalleresco per decidere quale tribù prenderà possesso del Globo d'Oro Chi. La fase finale vede Laval faccia a faccia con Cragger, che usa una lancia allungata per vincere il duello. Laval è infastidito che Cragger mantiene "barare per giunger alla vittoria". Poco dopo il torneo è finito, una luce brillante si vede nella parte superiore della vicina Spiral Mountain. Laval sale la montagna e, al culmine, trova Cragger con una macchina che contiene sia il globo d'oro Chi e una moltitudine di sfere Chi ordinarie, che minacciano di sovraccaricare e distruggere l'equilibrio del Chi se attivate. Laval combatte e sconfigge Cragger, ma non è in grado di impedire l'attivazione della macchina. Cragger si vanta che, con il Chi di equilibrio, che sarà presto in possesso di "triplice potere Chi", prima di fare la sua fuga.